# Завида
Завида е син на Урош I и Анна Диогениса.
Завида има четирима сина и поне една дъщеря:
- Тихомир Завидович (починал през 1169), управлява като областен управител на Рашка (1163 – (1166) 1168).
- Страцимир Завидович (починал след 1189), управлява областта около Сръбска Морава (1163 – (1166) 1168, 1169 – ?).
- Мирослав Завидович (починал през 1196 или 1199), управлява Хум (1163 – (1166) 1168, от 1169 г. до смъртта си).
- Стефан Неманя (род. 1113 – умира 1199), най-младият му син сваля от власт най-големия си брат и става областен управител на Рашка ((1166) 1168 – 25 март 1196).
- Войслава Завидович, омъжена за бан Кулин и майка на бан Стефан Кулинич, който като правоверен католик възпитан в двора на краля на Унгария е изгонен от страната Босна от привържениците на Босненската църква.
- съществува и хипотеза и за негова друга неизвестна по име щерка, омъжена за последния владетел на кралство Зета – Градин Бранислав (на сръбски: Градихна), за чийто син Радослав Градин остава само княжеска титла. Синът на Радослав – Михаил III (Зета) е женен за Десислава, която според дубровнишката архива намира пристан в Дубровник през 1189 г., абдикирайки от династичните претенции на Войславлевичите.